# Makrozoobenthos

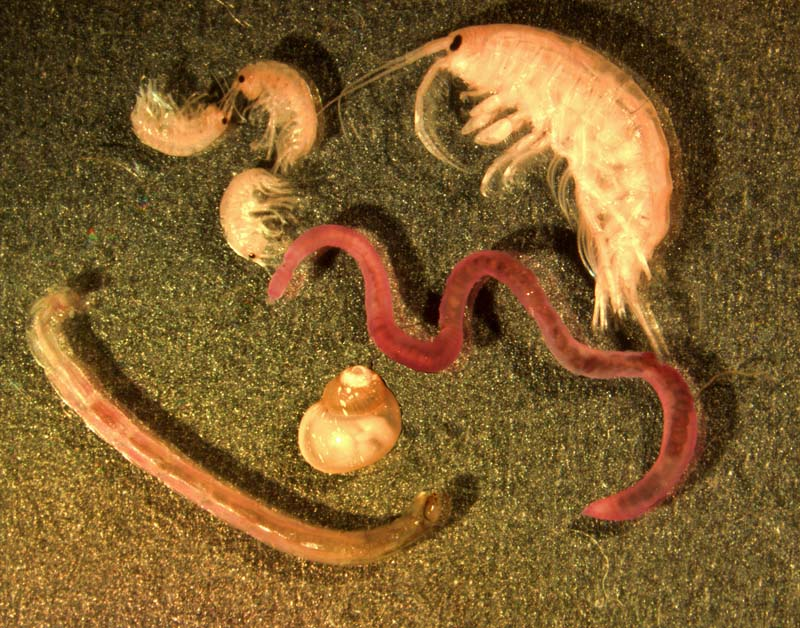
Makrozoobenthos und Krebstiere

Als Benthos wird die Gesamtheit der im Benthal („Gewässerboden“) lebenden Organismen bezeichnet. Unter Makrozoobenthos werden hierbei die tierischen Organismen bis zu einer definierten Größe (mit dem Auge noch erkennbar) zusammengefasst. Während die Analyse des Makrozoobenthos in Süßgewässern ein Teilgebiet der Limnologie darstellt, gehört die Betrachtung von Watt- bis Tiefseelandschaften zur Meereskunde.

## Makrozoobenthos-Gesellschaft
Im Makrozoobenthos sind häufig folgende Taxa vertreten, einige davon hauptsächlich maritim (Auswahl):
- Schwämme
- Nesseltiere
- Muscheln
- Schnecken
- Planarien
- Fadenwürmer
- Ringelwürmer
  - Egel
  - Wenigborster
  - Vielborster
- Krebstiere
- Insekten und Insektenlarven
  - Steinfliegenlarven
  - Köcherfliegenlarven
  - Eintagsfliegenlarven
  - Großflüglerlarven
  - Libellenlarven
  - Käfer und Käferlarven
  - Zweiflüglerlarven

Im Rhein bei Bonn wurden 1979 nur 71 Arten eindeutig nachgewiesen. Für den schiffbaren Rhein von Basel bis Emmerich konnten 1986 bis 1995 468 Arten bzw. Taxa gefunden werden.
Im Abschnitt der deutschen Elbe wurden 1992 bis 1997 370 Makrozoenarten festgestellt.

## Ökologische Bedeutung
Der Benthos-Gesellschaft kommt eine große Bedeutung als Fischnahrung zu.
Die im Benthos quantitativ nachgewiesenen Arten stellen wesentliche Indikatoren für Gewässerlebensräume dar und werden zur Bewertung der Gewässergüte herangezogen. Dabei werden für die Beurteilung des Benthos deutscher Gewässer etwa 5000 definierte Arten berücksichtigt. Die Erfassung der Gewässer- und Benthos-Proben erfolgt entsprechend dem Saprobiensystem nach DIN 38410 Deutsche Einheitsverfahren zur Wasser-, Abwasser- und Schlammuntersuchung – Biologisch-ökologische Gewässeruntersuchung.
Bestandsaufnahmen des Makrozoobenthos lassen nicht nur die Gewässergüte beurteilen, sondern auch Veränderungen der Lebensgemeinschaften und auch Einwanderung und Ausbreitung von Neozoen.

## Schutz und Renaturierung
Bemühungen zur Regeneration oder Renaturierung des Makrozoobenthos werden stellenweise unternommen, anthropogene Schäden auszugleichen. Andere Schutzmaßnahmen betreffen die Nachrüstung von Kläranlagen mit verbesserter Filtertechnik.